# Junge Roemer
Pour les articles homonymes, voir Römer.
Albums de Falco
Einzelhaft
(1982) Falco 3
(1985)
Junge Roemer est le deuxième album de l'artiste autrichien Falco, publié en 1984. Bien qu'il fût un flop, il est très apprécié par beaucoup de critiques.
L'album est parvenu à se hisser à la première place des charts en Autriche, sans toutefois se classer dans les charts internationaux comme l'avait fait son précédent album, Einzelhaft. En Allemagne, l'album se classera à la 49e place en avril 2024 lors d'une réédition.

## Liste des titres
1. Junge Roemer
2. Tut-ench-Amon
3. Brillantin' Brutal'
4. Ihre Tochter
5. No answer
6. Nur mit dir
7. Hoch wie nie
8. Steuermann
9. Kann es Liebe sein

## Classement
| Classement (1984-2019)       | Meilleure place |
| ---------------------------- | --------------- |
| Autriche (Ö3 Austria Top 40) | 1               |
| Allemagne (Media Control AG) | 49              |